# آسباخ-بومنهایم
آسباخ-بومنهایم (به آلمانی: Asbach-Bäumenheim) یک شهر در آلمان است که در دناو-ریس واقع شده‌است.